# Guralamata, Turuvekere
Guralamata là một làng thuộc tehsil Turuvekere, huyện Tumkur, bang Karnataka, Ấn Độ.